# Lecionário 58
O Lecionário 58 (designado pela sigla ℓ 58 na classificação de Gregory-Aland) é um antigo manuscrito do Novo Testamento, paleograficamente datado do Século XVI d.C.[a]
Este codex contém lições dos evangelhos de Mateus e Lucas (conhecido como Evangelistarium)[a]. Foi escrito em grego, e actualmente se encontra na Biblioteca Nacional da França.